# 亚当·约翰·冯·克鲁森施滕

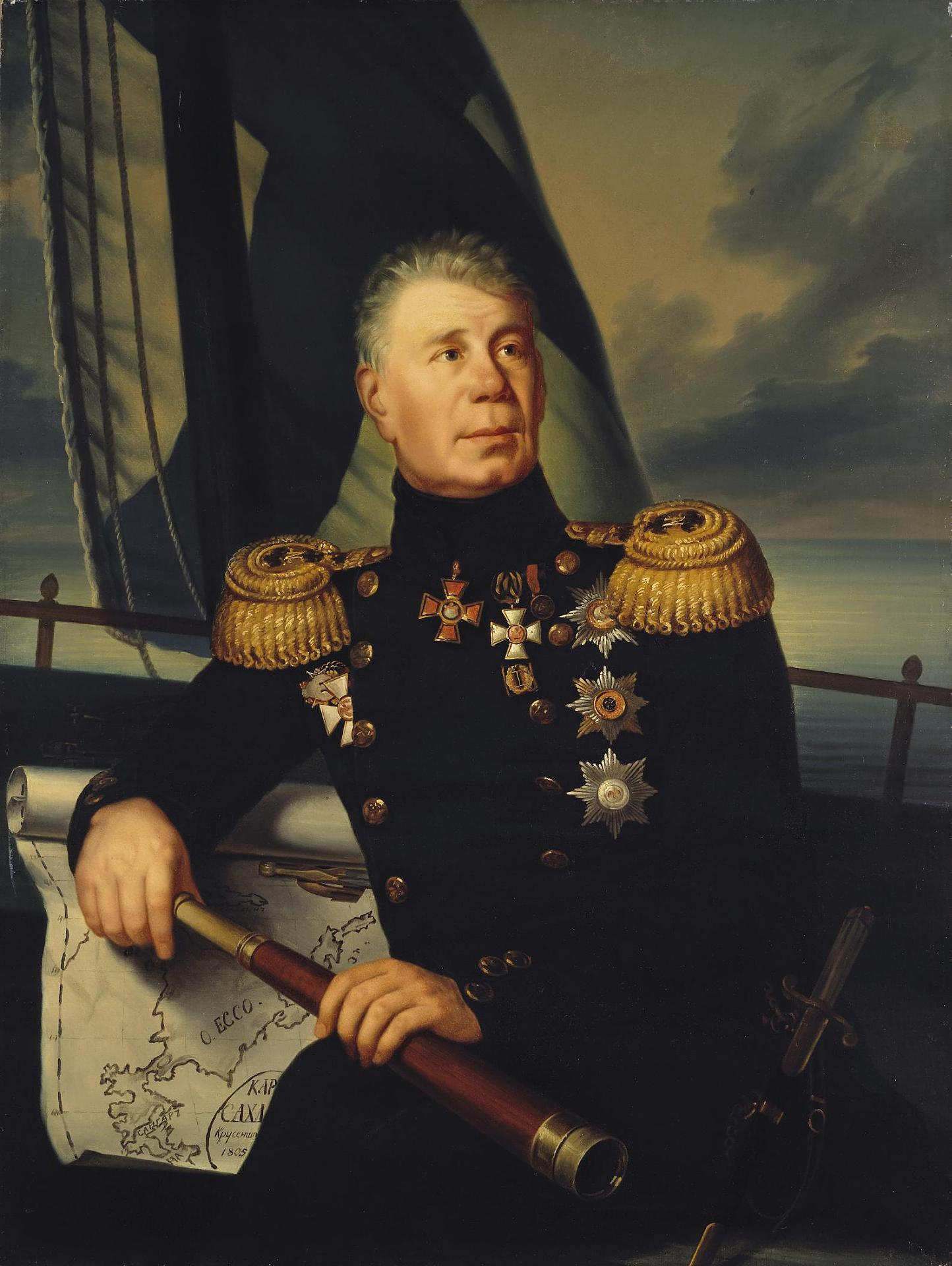
亚当·约翰·冯·克鲁森施滕

亚当·约翰·冯·克鲁森施滕（德語：Adam Johann von Krusenstern，1770年10月10日—1846年8月12日），俄语名字为伊凡·费奥多罗维奇·克鲁森施滕（俄语：Ива́н Фёдорович Крузенште́рн），俄罗斯海军将领、探险家、男爵。波罗的海德意志人。他率领俄国舰队完成了俄罗斯历史上第一次环球旅行。
克鲁森施滕也是日本海的命名者。萨哈林岛的克鲁森施滕海峡以他的名字命名。月球上的克鲁森施滕陨石坑也是以他名字命名的。